# Horbach (Backnang)
Horbach ist ein zum Ortsteil Waldrems von Backnang gehörender Weiler, südlich der Kernstadt gelegen.

## Lage und Bebauung
Die Ortslage ist als offene Ortschaft beschildert und verfügt über eine unbeschränkt zugelassene Zufahrtsstraße, bis zur Ortsgrenze als Horbachstraße im Anschluss als Wolfachstraße ausgewiesen. Zwei weitere Zufahrten sind nur für landwirtschaftlichen Verkehr zulässig. Durch den Ort verläuft der Wanderweg s’Äpple, welcher an den Streuobstwiesen entlangführt, welche auch um den Ort angeordnet sind.
Neben der vorwiegenden Bebauung mit Wohnhäusern gibt es zentral ein Fuhrunternehmen, zwei bewirtschaftete Pferdehöfe und eine Kindertagespflegestelle.
Die Wohnbebauung besteht aus mehrheitlich zweigeschossigen Häusern. Im südöstlichen Teil befindet sich eine stillgelegte Kläranlage.